# 도사정
도사정(일본어: 土佐町)은 일본 고치현 북부 중앙에 있는 도사군의 정이다.

## 지리
도사정은 시코쿠 중앙부에 위치한 산에 둘러싸인 지역으로 요시노강의 원류에 해당하고 면적의 85%가 산림이다. 고도는 300~500m이고 도사정에서 가장 높은 산인 이나무라산(稲叢山)은 해발 1,506m이다. 연평균 강수량은 2,500mm이고 시코쿠의 물독이라 칭해지는 사매우라댐이 있다.

## 역사
- 1955년 - 지조지촌, 모리촌, 다이촌이 합병해 도사촌이 되었다.
- 1961년 - 오카치 지구 등이 도사촌에 편입 합병되었다.
- 1970년 - 정으로 승격해 도사정이 되었다.

## 경제
기간 산업은 농업, 축산업, 임업이다.

## 교통

### 도로
- 국도 439호선

## 자매 도시
- 일본 아오모리현 도와다시